# Lourdes
Lourdes je grad smješten na jugozapadu Francuske, u pokrajini Hautes-Pyrenees, u podnožju gorja Pireneja. Najpoznatiji je po navodnim ukazanjima Blažene Djevice Marije, koja je prozvana Gospa Lurdska.

## Zemljopisni položaj
Može se vidjeti s južnih vrhova Pireneja kao što su Aneto, Montaigu, Vignemale, dok se oko grada nalaze tri vrha koja dosežu visinu i do 1000 m, a poznata su pod imenima Beout, Petit Jer, i Grand Jer. Na Petit Jeru se nalaze tri križa, a na Grand Jeru jedan križ kao čuvar grada koji leži ispod njega.
Lourdes leži na visini od 420 m i sjecište je Gave de Pau rijeke koja dolazi s juga od Gavarnie i u koju se ulijeva nekoliko manjih rijeka. Rijeka se tada grana na zapad prema Bearnu i prolazi pokraj nekoliko spilja i nizvodno prema gradu Pau, a zatim i Biarritzu.
Lourdes je bio mali trgovački grad koji leži u podnožju Pireneja. U to vrijeme najistaknutiji dio grada bio je utvrđeni dvorac. Nakon ukazanja Blažene Djevice Marije djevojčici Bernardici Soubirous, Lourdes se razvio u ogromno turističko odredište kao Marijansko svetište. Danas Lourdes ima populaciju od oko 17 000 stanovnika, ali je sposoban prihvatiti i 5 000 000 hodočasnika i turista svake sezone. Lourdes je drugi grad u Francuskoj po broju hotela, odmah iza Pariza, s 270 hotela.

## Ukazanja
Bernardica Soubirous je rođena 7. siječnja 1844. g. u Lourdesu. Pravo ime joj je Marie-Bernade Soubirous. Bila je kći mlinara. Njezine vizije su dovele do toga da je Lourdes postao jedno od najpoznatijih svetišta u svijetu. Krhkog zdravlja, Bernardica je bila najstarija od devetero djece iz siromašne obitelji. Oboljela je od kolere u epidemiji koja je bila 1854. g., a bolovala je i od astme i drugih bolesti.
U veljači 1858., 14-godišnja Bernardica tvrdila je da joj se Blažena Djevica Marija ukazala u spilji Massabielle. Kip Naše Gospe od Lourdesa postavljen je u spilju 1864.
Prvo ukazanje se dogodilo na četvrtak, 11. veljače 1858. Bernardica je otišla u spilju da bi skupila drva za vatru. No kada je trebala prijeći rijeku, čula je puhanje vjetra, te se pojavila Gospa u bijeloj haljini s plavim pojasom i sa žutim ružama na stopalima, iste boje kao i njezina krunica, dok su zrna krunice bila bijela. No Gospa je odjednom nestala. Bernardica je upitala svoje prijateljice jesu li vidjele išta, no one su odgovorile da nisu. U trećem ukazanju Gospa joj je rekla da je neće usrećiti na ovome svijetu, ali na sljedećem hoće. U četvrtom ukazanju uz Bernardica je bila prisutna i njezina majka te tetke. U petom ukazanju Bernardica je rekla da ju je Gospa naučila svakodnevnu molitvu. Do tada se vijest već proširila gradom i mnogi su pretpostavili s joj se ukazuje Blažena Djevica Marija.
U osmom ukazanju Gospa joj je rekla, da se Bogu moli za grešnike. U devetom ukazanju Gospa joj je rekla da ode i okupa se na izvoru u spilji. Kako nitko nije znao za taj izvor i nije bilo nikakvih znakova da on postoji, Bernardica se otišla okupati u rijeku, ali Gospa joj je pokazala na kamen ispod kojeg je odjednom potekla voda. Za vrijeme dvanaestog ukazanja dogodilo se prvo ozdravljenje. Djevojka koja je imala paraliziranu ruku nakon što ju je oprala u izvoru, mogla ju je micati. U trinaestom ukazanju Gospa je rekla Bernardici da rekne svećeniku da dođe i sagradi kapelu, te da ljudi dolaze u procesijama. U šesnaestom ukazanju pojavila se Gospa i rekla "Ja sam Bezgrešno Začeće".
Ovo je bio presudan podatak za priznavanje autentičnosti Bernardičinog viđenja. Naime, samo 4 godine ranije, 1854. godine, papa Pio IX. bulom "Ineffabilis Deus" proglasio je dogmu o Marijinom Bezgrešnom začeću. U ono vrijeme samo su rijetki znali da se u Rimu raspravlja o pitanju Marijinog bezgrešnog začeća. Svima crkvenim istražiteljima je bilo potpuno jasno da neuka i nepismena mlinarova kći Bernardica nije sama mogla izmisliti niti razumjeti važnost imena koje joj je draga "Gospođa" rekla u viđenju. Prije posljednjeg ukazanja spilja je bila zaštićena od strane lokalne vlade, a Bernardica je klečala izvan ograde pokraj rijeke i tada je vidjela Gospu koja je izgledala ljepše no ikad prije. Kada su se događala mnoga ukazanja, uz Bernardicu su obično bili prisutni i liječnici te policajci koji bi je ispitivali poslije ukazanja.

## Svetište
Svetište Lourdes je osnovano upravo na tim ukazanjima Blažene Djevice Marije siromašnoj četrnaestogodišnjoj djevojci, Bernardica Soubirous. Bernardica je često padala u ekstazu. Misteriozne vizije koje je vidjela u spilji Massabielle su bile o mladoj i divnoj ženi. Iz početka svećenstvo je bilo skeptično. No samo 4 godine kasnije, 1862. g., biskup je ukazanje proglasio vjernim: ’’opravdano je vjerovati u stvarnost ukazanja’’. Bazilika je sagrađena na kamenu Massabielle, a sagradio ju je M. Peyramele, pariški svećenik. 
Godine 1873. g. veliko ’’nacionalno’’ francusko svetište je inaugurirano. Tri godine kasnije bazilika je posvećena i kip je svečano okrunjen. Godine 1883. postavljen je kamen temeljac i druge crkve, jer prva nije bila dovoljno velika. Sagrađena je u podnožju bazilike i posvećena je 1901.g., a nazvana je Crkva Krunice. Papa Lav XIII. osnovao je poseban ured i misu u znak proslave ukazanja. Godine 1907. Pio X. proširio je proslavu ove gozbe na cijelu Crkvu i sada se slavi 11. veljače. Posebno impresivne su procesije svjetla svijeća i sakramenata.
Nikada jedno svetište nije privlačilo tolike gomile ljudi. Na kraju 1908. g., kada se slavila pedeseta godišnjica ukazanja, iako je zapisivano tek od 1867. g., 5297 hodočašća je registrirano i svetište je posjetilo 4 919 000 hodočasnika. No broj hodočasnika koji su sami došli bio je mnogo veći od onih, koji su došli u grupama. 
Moraju se dodati i posjetitelji, koji ne dolaze kao hodočasnici, ali koje privlači religiozni osjećaj ili ponekad jednostavno želja da vide ovo nadaleko poznato mjesto. Svaka država ima svoj dio grada koji i namješta. Od ukupnog broja hodočasnika, 464 000 dolaze iz ostalih država svijeta osim Francuske. Dolaze iz SAD-a, Njemačke, Belgije, Austrije, Mađarske, Španjolske, Portugala, Italije, Engleske, Irske, Kanade, Brazila, Bolivije i tako dalje. Biskupi ih vode na put. Na kraju pedesete obljetnice, 2013 svećenika, uključujući 546 nadbiskupa, 19 patrijarha i 69 kardinala hodočastili su u Lourdes. Prosječno 200 milijuna hodočasnika posjetilo je Svetište od 1860.g., a Rimokatolička Crkva je priznala 68 čudesnih ozdravljenja, ali ih se dogodilo mnogo više.

## Ozdravljenja
Ali još zapaženije od gomile hodočasnika je niz čudesnih ozdravljenja, koja su se dogodila pod zaštitom svetišta. U prvoj polovici odkada postoji svetište zapisano je 3962 ozdravljenja od raznih bolesti. Usprkos toj vjernoj statistici iz koje se mogu vidjeti imena i prezimena svih ljudi koji su ozdravili, datum ozdravljenja, ime bolesti, i liječnika koji je potvrdio ozdravljenje, i neizbježne su sumnje, koje se mogu pripisati uzbuđenoj mašti, bolesnika koja se ubrzo sruši. Ali ipak pravo je i zabilježiti: ove neizbježne greške se pojavljuju samo u drugorazrednim slučajevima koji nisu kao drugi bili predmet proučavanja. Također broj slučajeva je jednak i prekoračen brojem pravih izlječenja, koji nisu zabilježeni. Oni koji su se oporavili nisu obavezni prijaviti se i polovica njih se i ne prijavi. 
U prosjeku 4000 ozdravljenja se dogodilo u Lourdesu u prvih 50 godina svetišta, što je sasvim sigurno manje od stvarnog broja ozdravljenja. Podaci o ozdravljenjima dostupni su svim liječnicima bez obzira na njihovu nacionalnost ili vjersku pripadnost. Stoga prosječno 200-300 liječnika godišnje posjeti čudesnu bolnicu. Prirode bolesti od koje ljudi ozdrave kao što su živčan] poremećaji, koji se često spominju, ne čine ni jednu četrnaestinu od ukupnog broja; 278 takvih ozdravljenja je zapisano od ukupno 3962 ozdravljenja. Objavljeni su brojevi slučajeva ozdravljenja od svake bolesti kao sto su tuberkuloza, tumori, sljepoća, gluhoća, nijemost itd. No čitajući to nepristrani ljudi ne mogu biti uvjerene da su činjenice točne i autentične.
Ne postoji nijedan prirodni uzrok sposoban učiniti tolika ozdravljenja, koja su se dogodila u Lourdesu uz nepristrane svjedoke osim vjerovanja, da je to sve učinio Bog. Oni koji odbijaju vjerovati u čudesnu Božju intervenciju prvo traže znanstvene dokaze događaja u kemijskom sastavu vode u spilji. Ali tada je službeno objavljeno od strane cijenjenog kemičara, koji je napravio analizu vode, da u njoj nema nikakvih ljekovitih prirodnih svojstava. No tada oni nevjerni kažu da je možda uzrok tome njezina temperatura. No ipak svi znaju da se hidroterapija koristi i drugdje, a ne samo u Lourdesu, i da ne liječi sve vrste bolesti. Stoga sva ova izlječenja i čuda koja se događaju mogu dolaziti samo od Boga.
Razni neobični događaji se događaju u Lourdesu ne samo pijući vodi iz Lourdskoh Izvora ili se kupajući u njemu, nego i za vrijeme Euharistijskih procesija. Sva ova ukazanja i izlječenja su dovela do toga, da je Lourdes postao jedno od najpoznatijih svetišta u svijetu. No ispočetka Katolička Crkva, Lourdes nije priznavala kao svetište. Sve do 1862. g. kada je biskup Laurence iz pokrajine Tarbe, dao svečanu deklaraciju. 
Objavljena je 18. siječnja, 1862. g., a u njoj biskup govori: Mi smo inspirirani od strane komisije koja se sastoji od mudrih, svetih, učenih i iskusnih svećenika koji su ispitali dijete, proučili činjenice, sve pregledali i izmjerili dokaza. Također smo zovnuli i znanstvenike, i ostali smo uvjereni, da su Ukazanja natprirodna i božanska, i da posljedice toga su ono što je Bernardica vidjela, a to je Blažena Djevica Marija. Naša uvjerenja su temeljena na Bernardičinom svjedočanstvu, ali iznad svega na stvari koje su se dogodile, stvari koje ne mogu biti ništa drugo nego božansko djelo.
Zbog toga što su ukazanja sva privatna otkrivanja i ne javna otkrivanja, rimokatolici nisu obavezni vjerovati u njih, ali ona ni ne dodaju dodatni materijal u istine Katoličke Crkve kao što je to u javnim otkrivenjima. U vjerovanju rimokatolika, Bog izabire koga želi izliječiti, a koga ne želi izliječiti. Bernardica je rekla: Čovjek mora imati vjeru i moliti se, jer voda nema vrlina bez vjere.

## Vanjske poveznice
- Duhovna oporuka svete Bernardice Soubirous